# Hylands hörna
Hylands hörna var ett klassiskt underhållningsprogram i Sveriges Television mellan åren 1962 och 1983 med Lennart Hyland. Många klassiska TV-episoder ägde rum i Hylands hörna, som när statsminister Tage Erlander berättade värmlandshistorier eller när Per Oscarsson bjöd på striptease. Den sistnämnda incidenten orsakade en av den svenska TV-historiens kraftigaste tittarstormar.

## Historia
Hylands hörna var från början ett radioprogram (med premiär 10 oktober 1961), men 3 oktober 1962 började programmet att sändas i TV. Hörnan var en talkshow, även om begreppet inte var uppfunnet ännu. Förlaga var den amerikanska TV-showen Tonight Starring Jack Paar. Hylands hörna blev oerhört populärt och samlade stora delar av svenska folket vid TV-apparaterna under 1960-talet. Första talangen som deltog i hörnan var Cecilia Bruce, som berättade och sjöng egna visor den 3 oktober 1962.
Under flera omgångar var Siw Malmkvist programvärdinna. Husbandet bestod under 1960-talet av Simon Brehm (bas), Roland Bengtsson (gitarr), Leif Asp (piano) och Sture Kallin (trummor). Från och med fjärde säsongen var Putte Wickman kapellmästare. Signaturmelodin var "Zero Zero" av Carl-Henrik Norin från filmen En nolla för mycket. På skiva spelade Lill-Babs in den med titeln "Att vara förälskad", med text av Sven Paddock.
Under de två första säsongerna medverkade Carl-Gustaf Lindstedt som "Gubben i lådan", en figur i narrkläder som från sin låda gjorde lustiga inpass och kommentarer. Till säsongen 1966 ersattes han av John Elfström med figuren "Nutte från Aspås", vars monologer fick mördande kritik i pressen. Lindstedt återkom till den fjärde säsongen.
Då konstnärerna Öyvind Fahlström och Carl Fredrik Reuterswärd deltog i hörnan som gäster den 7 november 1962, inträffade Sveriges första öppna happening. Publiken fick successivt delta i programmet, även på scen, och konstnärerna tog över programmet.
Säsongen 1966 producerade Hylands hörna en modern ABC-bok, efter en idé av Gunnar Wersén - Hylands hörnas ABC-bok. TV-tittarna uppmanades att sända in förslag på ABC-verser och tiotusentals bidrag kom in. Verserna illustrerades av kända konstnärer: Bror Hjorth, Martin Lamm, Bror Marklund, Lars Norrman, Olle Olsson Hagalund, Karl Axel Pehrson, Lennart Rodhe och Gustav Rudberg. Boken såldes i över en halv miljon exemplar och behållningen gick till leprasjuka barn över hela världen. Catrin Westerlund var "en gumma som bodde i en trumma", säsongen 1971.
På 1970-talet producerades så kallade dubbelhörnor, alltså där den vanliga kvällshörnan föregicks av en barn- och familjehörna. Under en period gjordes regelbundna gästhörnor i de nordiska grannländerna. 
Programmet sändes i åtta säsonger med några års uppehåll på 1970-talet. 1970 producerades fyra "Hörnor" på engelska för amerikanskt bruk, men de gjorde ingen större succé. Det längsta uppehållet varade mellan 1972 och 1981.
Det allra sista programmet sändes den 30 april 1983.
Sedan april 2013 har SVT lagt upp hela utvalda avsnitt under sitt öppna arkiv.

## Bilder

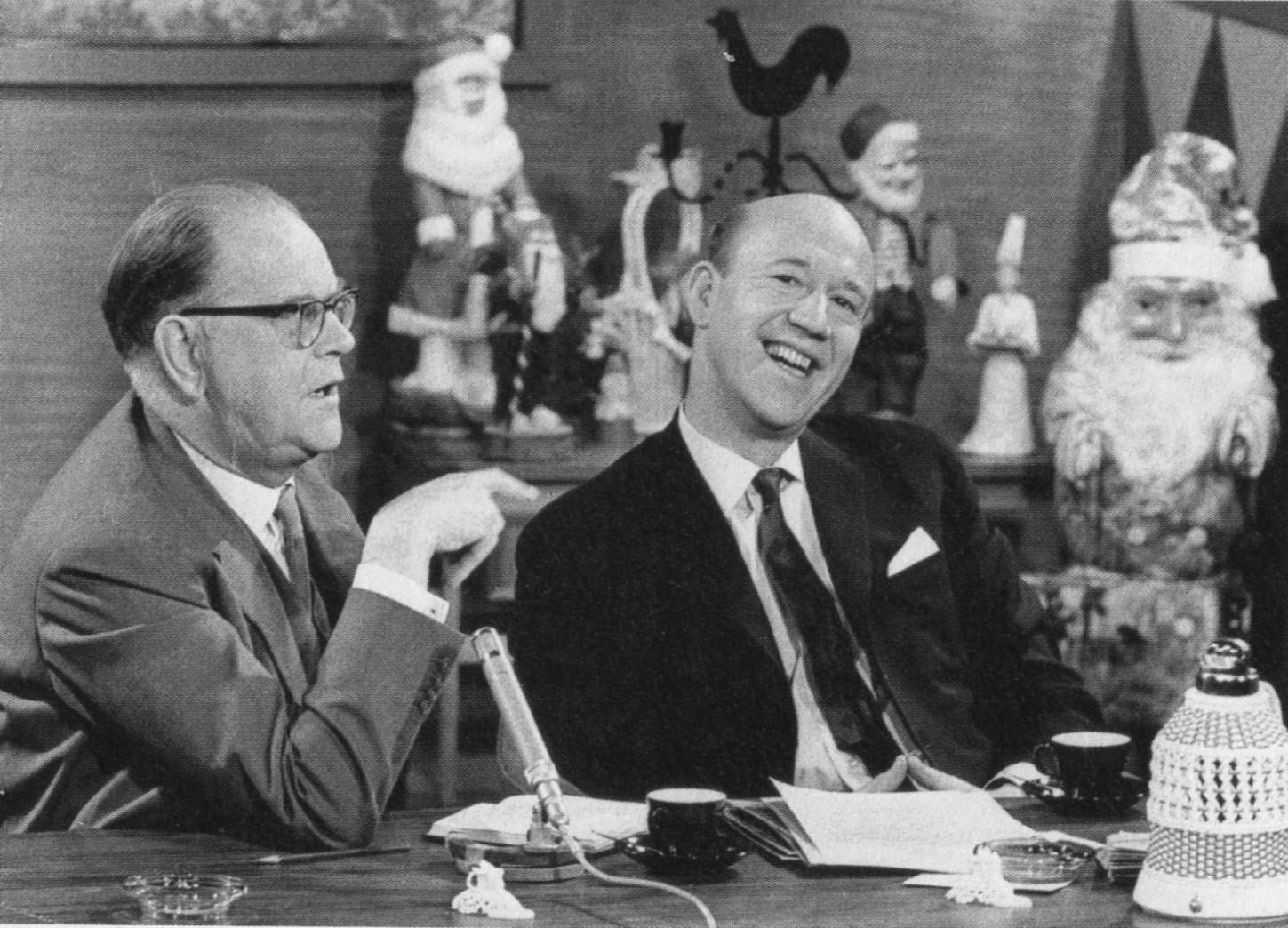
Tage Erlander och Lennart Hyland i Hylands hörna 1962.
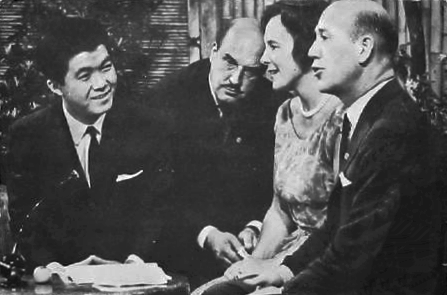
Sångaren Kyu Sakamoto gästade Hylands hörna den 10 oktober 1964 som sändes live från Tokyo.
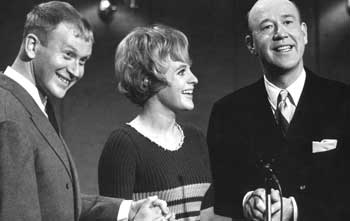
Thore Skogman och Eva Eriksson tillsammans med Lennart Hyland i Hylands hörna 1966.
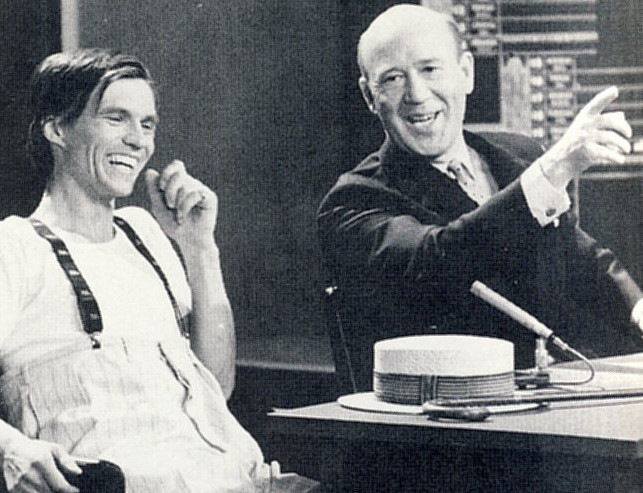
Per Oscarsson och Lennart Hyland efter Oscarssons "kupp" 1966.